# أنتوني كير (لاعب شطرنج)
أنتوني كير (بالإنجليزية: Anthony Ker)‏ هو لاعب شطرنج نيوزيلندي، ولد في 1967 في ويلينغتون في نيوزيلندا.

## وصلات خارجية
- أنتوني كير على موقع الاتحاد الدولي للشطرنج (الإنجليزية)
- أنتوني كير على موقع مباريات الشطرنج (الإنجليزية)
- أنتوني كير على موقع Chesstempo.com (الإنجليزية)
- أنتوني كير سجل أولمبياد الشطرنج على موقع OlimpBase.org (الإنجليزية)